# Obuchiv
Obuchiv (in ucraino Обухів?; in russo Обухов?, Obuchov) è una città ucraina (33 287 abitanti) nel distretto di Obuchiv, nell'oblast' di Kiev. Ospita l'amministrazione del Distretto di Obuchuiv  e della comunità territoriale di Obuchiv, una delle comunità territoriali dell'Ucraina.
Fino al 18 luglio 2020 Obuchiv costituiva una città di rilevanza regionale e fungeva da centro amministrativo del distretto di Obuchiv, sebbene non appartenesse al distretto. Come parte della riforma amministrativa dell'Ucraina, che ridusse a sette il numero di distretti dell'oblast' di Kiev, la città fu integrata nel distretto di Obuchiv.